# Pieter Cornelisz. van Rijck

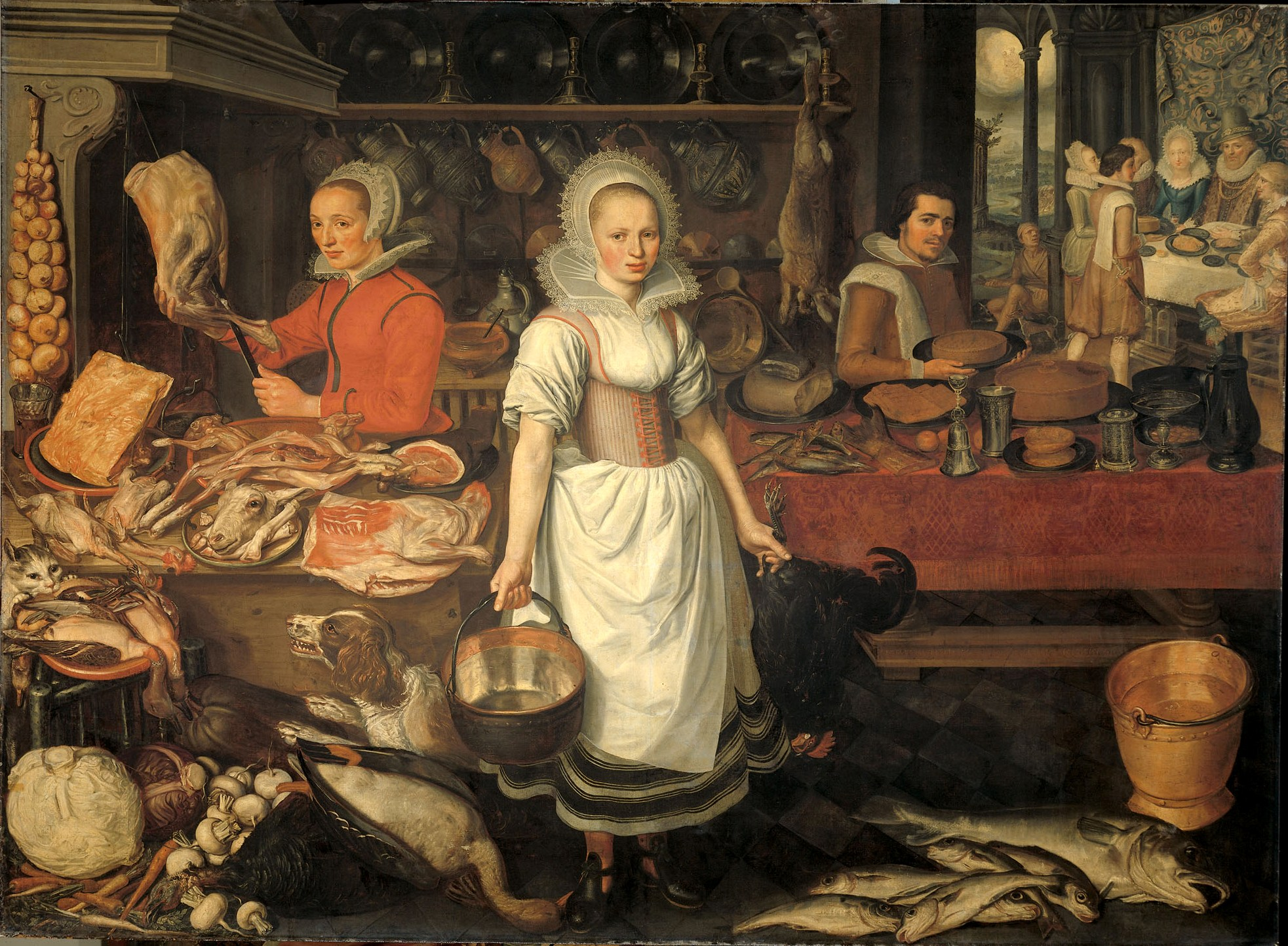
Łazarz i bogacz, 1620

Pieter Cornelisz. van Rijck lub Ryck (ur. ok. 1567 w Delfcie, zm. po 17 lutego 1635 we Włoszech) – holenderski malarz.

## Życiorys
Mało poznany malarz, aktywny głównie we Włoszech, jego nauczycielami byli Jacob Willemsz. Delff i Huybrecht Jacobsz. Grimani. W latach 1588–1602 przebywał w Wenecji, później działał w Haarlemie (1602-1604), powrócił do Włoch w 1605 roku. Malował sceny rodzajowe zawierające martwe natury, były to przedstawienia kuchni i sceny na rynkach, rzadziej poruszał tematy religijne. Uważany jest za jednego z pierwszych holenderskich artystów malujących martwe natury.
W Muzeum Narodowym w Warszawie znajduje się jeden obraz przypisywany malarzowi, Wnętrze spiżarni.